# Thomas Highs

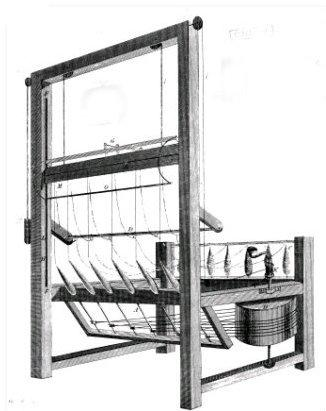
Tekening van de Spinning Jenny van Thomas Highs, rond 1780.

Thomas Highs (Leigh, 1718 - aldaar, 1803) was een Britse rietmaker en producent van textielmachines voor het kaarden en spinnen in de jaren 1780 aan het begin van de Industriële Revolutie. Hij is bekend door zijn claims op patenten van een Spinning Jenny, een kaard-machine, de zogenaamde "throstle" - een machine voor het continu draaien en wikkelen van wol, en het waterframe.
Thomas Highs, soms gespeld Thomas Hayes, werd geboren in Leigh, Lancashire in 1718, en bleef het grootste deel van zijn leven daar wonen. Er wordt gezegd dat hij een rietmaker was. Het riet is een kam-achtige strook aan de latten van een weefgetouw, die de kettingdraden uit elkaar, en de wever helpt de inslagdraden strak te trekken op het nieuw geweven doek.
Op 23 februari 1747 trouwde hij met Sarah Moss in de St Mary the Virgin's Church in Leigh. Vijf jaar na zijn huwelijk, rond 1752, raakte hij geïnteresseerd in de katoenspinmachines, en tussen 1763 en 1764 werkte hij aan de ontwikkeling van een draaiende motor met de klokkenmaker John Kay, in die tijd een naaste buur van hem. Tussen 1766 en 1767 ontdekte hij een nieuwe methode van het spinnen met behulp van rollen, vergelijkbaar met de methode die enige tijd eerder door Lewis Paul en John Wyatt was gepatenteerd. In die tijd nam hij John Kay enige tijd in dienst om hem te helpen met de bouw van het mechanisme van zijn spinmachines.
Onder zijn uitvindingen was een mechanische kaard-machine in 1773 en een verbeterde dubbele Spinning Jenny.

## Publicaties
- Edward Baines (1835). History of the cotton manufacture in Great Britain. London: H. Fisher, R. Fisher, and P. Jackson.
- Joseph Nasmith (1895). Recent Cotton Mill Construction and Engineering (Elibron Classics ed.). London: John Heywood. ISBN 1-4021-4558-6.
- Richard Marsden (1884). Cotton Spinning: its development, principles an practice. George Bell and Sons 1903. Retrieved 2009-04-26.
- Richard Guest (1828). The British Cotton Manufactures: and a Reply to an Article on the Spinning Contained in a Recent Number of the Edinburgh Review. London: E. Thomson & Sons and W. & W. Clarke and Longman, Rees, & Co.